# Alice Trovik
Alice Elizabeth Trovik, född 23 mars 1910 i Lilla Slipinge, Bräkne-Hoby socken i Blekinge, död 24 augusti 2005 i Danderyds församling, var en svensk-amerikansk målare, tecknare och konstnär.
Hon var dotter till hemmansägaren August Månsson och Selma Karolina Svensson samt från 1955 gift med civilekonomen Arnold Trovik (1923–2013).
Trovik började först arbeta inom hotellbranschen och bedrev i mitten av 1940-talet konst och modestudier vid Art Students League och Fashion Academy i New York samt för bland annat Manson, H. Trafton och S. Kidd och under studieresor till bland annat Frankrike, Tyskland, England och Sydafrika. Hon har huvudsakligen varit verksam i Amerika. Hon har medverkat i utställningar vid  Art Students League, National Arts Club, Salmagundi Club och Fitzgerald Gallery. 
Hennes konst består av porträtt, figurmotiv, stilleben och landskapsbilder i olja, tusch, blyerts och kol. Som skulptör arbetade hon i gips och lera.